# Shunhua, Gansu
Shunhua (kinesiska: 顺化) är en köping i nordvästra Kina. Den ligger i Minle härad i staden Zhangye i provinsen Gansu, omkring 380 kilometer nordväst om provinshuvudstaden Lanzhou. Antalet invånare är 13 573. Befolkningen består av 6 609 kvinnor och 6 964 män. Barn under 15 år utgör 21,0 %, vuxna 15-64 år 70 %, och äldre över 65 år 7,0 %.